# فرودگاه ماینتیرانا
فرودگاه ماینتیرانا (به لاتین: Maintirano Airport) یک منطقهٔ مسکونی در ماداگاسکار است که در ملاکی (ماداگاسکار) واقع شده‌است.